# Grundsjömossarnas naturreservat
Grundsjömossarnas naturreservat är ett naturreservat i Norrtälje kommun i Stockholms län.
Området är naturskyddat sedan 2001 och är 226 hektar stort. Reservatet omfattar ett mossområde med tjärnen Grundsjön i mitten.  Reservatets skog  består av gran.